# Cabana de Borja del Maño
La Cabana de Borja del Maño és una obra de l'Ampolla (Baix Ebre) inclosa a l'Inventari del Patrimoni Arquitectònic de Catalunya.

## Descripció
Refugi fet al mig d'un marge, que en un principi es dedicava per guardar eines i d'aixopluc pel pagès. L'aparell és de pedra del lloc, irregular i construïda en sec, conformant una falsa cúpula per aproximació de filades a l'interior. Fa 1'63 metres d'alçada aproximadament i 1'50 metres de diàmetre.

## Història
No existeixin evidències escrites que documentin l'origen d'aquests tipus de construccions, tot i que es pensa que és tan antic com l'inici del conreu a la zona.